# Katabatischer Wind

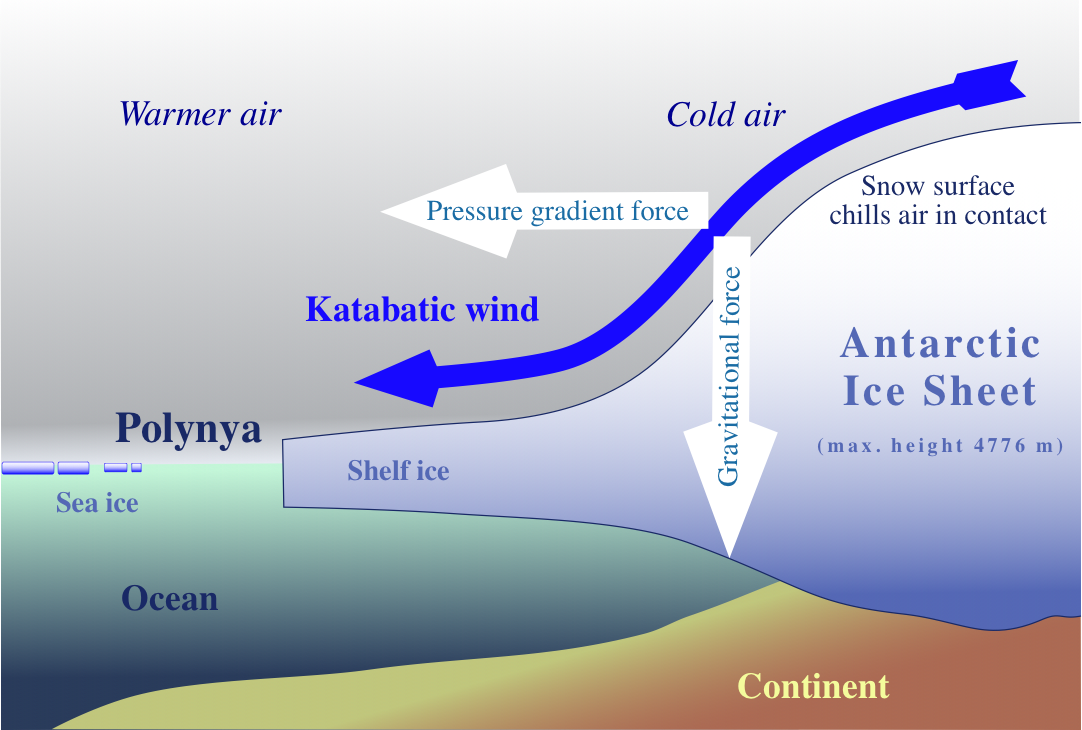
Entstehung und Wirkung (Polynya-Bildung) der katabatischen Winde in der Antarktis

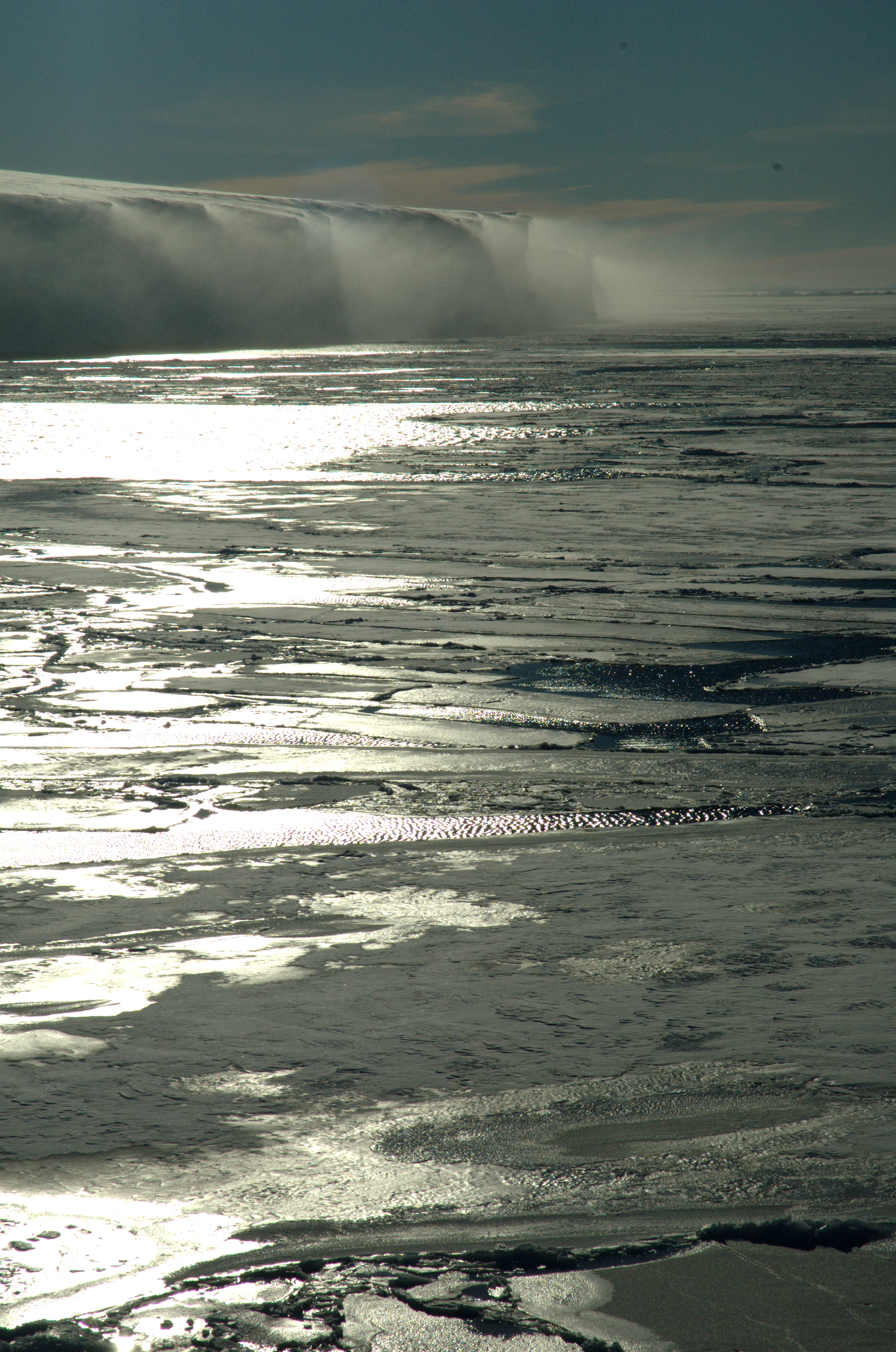
Katabatischer Wind über einem Eisschelf

Ein katabatischer Wind (Griechisch: katabatikos – herunterfließend) ist ein kalter ablandiger Fallwind. Zu den katabatischen Winden zählen
- die Bora an der Adriaküste,
- der Mistral im Rhone-Tal,
- der Reshabar im Süden des Kaukasus,
- der Williwaw[1] bei den Aleuten,
- der Elvegust der norwegischen Fjorde,
- der Piteraq in Grönland,
- der Joran am Schweizer Jurasüdfuss[2] und
- der Böhmwind in Deutschland und Österreich.

Gletscherwinde gehören ebenfalls zu den katabatischen Winden.
Ein katabatischer Wind entsteht in der Regel als Folge einer stabilen Atmosphärenschichtung (potentielle Lufttemperatur nimmt mit der Höhe zu) unter der Einwirkung der Gravitation (vertikal abwärts gerichtete Kraft) und eines Druckausgleichs mit wärmerer Luft (horizontal auswärts gerichtete Kraft). Bei größeren Flächen, zum Beispiel den Küsten der Antarktis, ist auch noch der Effekt der Corioliskraft von Bedeutung.
Über der Eisfläche eines Hochplateaus, eines Gebirges oder eines Gletschers kühlt sich Luft ab, so dass ihre Dichte zunimmt. Als Druckausgleichsströmung mit der wärmeren Umgebung entsteht der kalte, katabatische Fallwind. Katabatische Winde spielen eine wesentliche Rolle bei der Bildung von antarktischem Meereis und damit der Entstehung von antarktischem Bodenwasser sowie bei der Entstehung von küstennahen Polynjas (Öffnungen im Meereis). Das Phänomen ist vor den ausgedehnten Schelfeisfeldern im Ross-Meer und im Weddell-Meer besonders ausgeprägt.
Die katabatischen Winde der Antarktis können Geschwindigkeiten von bis zu 300 km/h erreichen.
Der Föhn gehört nicht zu den katabatischen Winden, da es sich beim Föhn um einen warmen Wind handelt. Sein Antrieb kommt nicht direkt aus der Gravitation.
Generell sind katabatische Winde für die Meteorologie relativ schwer vorherzusagen, da neben den oben genannten Antrieben auch die Orographie, Reibung und Luftmischung an Grenzflächen berücksichtigt werden muss.